# たぬかな
たぬかな（1992年〈平成4年〉11月21日 - ）は日本女性で2人目にプロゲーマーになり、鉄拳7で主にシャオユウ使いとしてプレーした人物で、毒舌トークの動画配信者としても活動。世界最大規模の格闘ゲーム大会「Combo Breaker 2017」鉄拳7部門3位。「WESG 2018-2019 Grand Final 鉄拳7 エキシビショントーナメント女子部門」優勝者。
アパレル会社から転職し、2016年から2022年2月までeスポーツチーム「CYCLOPS athlete gaming」に所属。「Team GRAPHT」からも2017年3月から2020年3月までサポート契約を受け、2022年2月までレッドブルとスポンサー契約を結んでいた。eスポーツの番組「YUBIWAZA」では準MCを担当。徳島県出身で、東新町商店街開催の「マチ★アソビ」におけるeスポーツ普及イベントにも出演した。
『鉄拳7』では「TEKKEN World Tour Online(Asia-Pacific East)」で2年連続準優勝、「Manga Con 2018（3on3）」や「HizaMattariCup2019（5on5）」で優勝。2019年12月には「STARGAMERS COMMUNITY FESTIVAL GIRLS ONLY BATTLE」でリロイ・スミスを使用して優勝した。2022年のチーム契約解除後はTwitchの動画配信者として活動。2023年7月からゲーミングチーム「NOEZ FOXX」ストリーマー部門所属。

## 来歴

### プロゲーマ―になるまで
1992年（平成4年）11月21日、徳島県生まれ。建築士の祖父は日曜大工好きで、父親はゲーム好きだったという。家にはスーパーファミコンやPlayStationがあり、姉や弟と父がゲームする様子を見たり自分達もゲームをしていたと述懐している。小中学校ではソフトテニスやサッカーの部活に所属していたという。PlayStation 2では『マイホームをつくろう!』をプレイしており、祖父への憧れもあり工業高校の建築科に進学。
高校では、同級生の男子とゲームセンターに遊びに行ったことがきっかけで『鉄拳シリーズ』に出会う。門限は20時ながら、自転車で45分かけて1ゲーム50円のゲームセンターに、平日も土日も通っていたという。ゲームセンターで女子高生3人は珍しかったらしく、写真を撮られたりWeb上の掲示板でも話題になったと述懐している。学生時代はゲームセンターの女性店員であったマキシというプレイヤーを尊敬しており、鉄拳を教わったり「極秘ネタノート」をもらったりもしたという。
徳島県立徳島科学技術高等学校卒業後は徳島県内の建築設計事務所に就職。その後、アルバイト数社を経てアパレル会社のユニクロに転職した。就職してからも『鉄拳シリーズ』のプレイは続けており、会社は土日の大会にも理解があったという。また、香川県や和歌山県など徳島県外のゲームセンターにも遠征していたり、バンダイナムコエンターテインメントに誘われて、日本国外の鉄拳イベントに参加していたという。鉄拳シリーズでの使用キャラクターはシャオユウで、使用キャラクターの全国ランキングで1位だった。

### プロゲーマ―として活躍
2016年（平成28年）11月にeスポーツチームCYCLOPS athlete gamingの公募を受け、当初は兼業のつもりであったが、会社からは月給を出すので専業でゲームに専念することを勧められる。親の反対を押し切って23歳でアパレル会社を退職し、日本人で2人目の女性プロゲーマーになる。大阪に転居し、引っ越し当初はオンライン環境は脆弱であったため、ゲームセンターでも訓練していた。使用デバイスはRazer Pantheraであり、筐体でのプレーを好む。2017年（平成29年）3月からはTeam GRAPHTともサポート契約。同年5月には世界最大規模の格闘ゲーム大会「Combo Breaker 2017」鉄拳7部門で3位になった。
同年7月にはOCA大阪デザイン＆IT専門学校で開催された特別講義「トッププロゲーマーたちによる特別講義」の講師も務める。2018年（平成30年）1月にはレッドブルがスポンサーにつく。さらに「WESG 2018-2019 Grand Final 鉄拳7 エキシビショントーナメント女子部門」や「Manga Con 2018（3on3）」、「HizaMattariCup2019（5on5）」で優勝。Twitterでもファンを獲得し、タイのYouTuberなど海外からもインタビューも受けた。なお、鉄拳シリーズの段位は、『鉄拳6BR』で紅蓮、『鉄拳タッグトーナメント2』で鬼神、『鉄拳7』で聖帝、『鉄拳7FR』で煌帝。
ロンドンブーツ1号2号の田村淳と元モーニング娘。の矢口真里がMCを務めるeスポーツの番組『YUBIWAZA』では2018年4月12日の初回放送にゲスト出演し、その後も準MCとして出演した。同年5月には徳島市の東新町商店街で開催された「マチ★アソビvol.20」ではeスポーツ普及イベントに出演し、徳島県知事の飯泉嘉門とも対戦している。10月6日の「マチ★アソビvol.21」でもトークショーに出演し、飯泉知事や浜村弘一とも対談した。同年11月には、岡山市の「eスポーツ鉄拳ゲーミングフェアin岡山」にも出演し、岡山県知事の伊原木隆太や、逢沢一郎、高井崇志と対戦している。
一方でeスポーツ普及のために動画配信も実施し、2019年には関東に転居。インタビューでは自身が女性蔑視に苦慮したことを語り、「女の子でゲームのうまい子に、『プロを目指してみない』と誘っても、『ネットで叩かれるからやりたくない』と言うんです」、「自分がメディアに出ることで競技者が増えていき、プロゲーマーの社会的地位が向上することを目標にしています」と語っている。また、ときどとともにプロeスポーツ選手として、「eスポーツを活性化させるための方策に関する検討会」の構成員を務めた。2020年（令和2年）3月にはTeam GRAPHTの契約が終了した。

### 配信活動の炎上と新展開
2022年（令和4年）2月、Mildomのライブ配信時にUber Eatsの配達員からナンパされて怖かった話をした際の、「（身長が）170ないと、正直人権無いんで」との発言が問題視される。たぬかな自身は「高身長が好き」と言いたかったと弁明したが、炎上して再度謝罪した。この騒動を受け、たぬかなはYouTubeの動画やInstagramのアカウントを削除。CYCLOPS athlete gamingやレッドブルとの契約も終了となった。炎上後も誹謗中傷が続き、実家に嫌がらせの電話をしてきて家族の中で女性が出たときだけ謝罪を迫っていた男性もいたという。
本件について評論家の古谷経衡は「「人権」という言葉をあまりにも簡単に乱用した」と批判し、ITジャーナリストの篠原修司は「人権ない」が「そのステージに挑戦する資格がない」という意味のゲーム用語であり、「自分の恋愛対象は身長170cm以上の男性」と言いたかったのではないかと指摘した。たぬかな自身も自著で「本当に人権がないと思っていたわけはなく、「恋愛対象じゃない」という文脈で使った」と記している。なお炎上後の配信では、実家に嫌がらせの電話をした男性や、聴講者が30名程度の配信の情報を拡散したマスコミに対して、疑問を呈している。
2022年末、がんを患っていた父が危篤になった際に徳島へ帰郷し、父の死去まで介護に携わる。父の遺言は、（嫌がらせの電話をかけてくるような）「しょうもないヤツらに負けんなよ」「ピンチはチャンスやから頑張れよ」だったという。父の借金500万円を返す必要があったといい、2023年（令和5年）1月20日にTwitchの配信を再開する。2023年6月12日発売の『週刊ヤングマガジン』第28号にはグラビアが掲載された。同年6月20日の配信では7月から美容外科の受付に再就職することを報告している。
一方で、2023年7月25日にDJふぉいやDJ脇が設立したゲーミングチーム「NOEZ FOXX」において、同月31日にたぬかなのストリーマー部門所属が発表された。同年10月18日にたぬかなが秋葉原で主催した「弱者男性合コン」にはDJふぉいやDJ脇もMCとして協力し、参加者へのインタビューも生配信された。2024年11月15日には自著『社会的弱者との生配信ルポ』を出版。これに先行して自著を原作としたショートドラマ「鬱デブ男to毒舌女」が同年10月9日に公開されており、ラランドのニシダと共演した。

## 人物
「たぬかな」は彼女の出身地に多いタヌキと本名を掛け合わせたもの。プロゲーマーとして大会に出ていた頃は大会前は1日12時間は『鉄拳』の練習に励み、そうでないときも8時間ぐらい他のゲームをしていたという。動画配信は雑談形式で、「振り切った発言」や「軽快な毒舌トーク」が特徴とされる。「おもしろくない人間」と思われたくないので「おもしろい人間」と思われるための努力をしているといい、2025年1月時点でX（旧Twitter） のフォロワーは24万6千人。
たぬかなは2024年の自著で、父から「お前は調子に乗っとる、いつか足元すくわれるぞ」と言われていたことを振り返り、「今はちゃんと友達にも謝れるようになって、まともな人間関係を築けるようになった。炎上の理不尽さに吠えていたけど、なんだかんだ自分の欠陥を直せて、人生がいい方向に転じた。」と述懐。2025年のインタビューでも、炎上後は承認欲求がなくなり人に好かれるために媚びを売らなくなったと言い、「今死ぬほどキツい人は、まず “いい人”を辞めて、一回開き直ってみてほしいです。私はそれで今のところ、そこそこ楽しいので。」と結んでいる。

## 主な大会戦績

### 鉄拳7 国内大会
- 2019年2月18日 - 「EVO Japan 2019」129位タイ（CYCLOPS athlete gaming）[80]
- 2019年6月1日[81] - 「HizaMattariCup 2019[注 4]（5on5）」優勝（ゲームセンター破壊王）[10][81][46]
- 2019年12月21日 - 「STARGAMERS COMMUNITY FESTIVAL GIRLS ONLY BATTLE」優勝（CYCLOPS athlete gaming、リロイ・スミス使用）[11]

### 鉄拳7 国際大会
- 2017年5月 - 「Combo Breaker 2017」3位[18]
- 2017年7月19日 - 「EVO 2017」プール敗退（CYCLOPS athlete gaming）[82]
- 2017年9月10日 - 「Tekken World Tour Online 2017: East Asia（PS4)」準優勝（CYCLOPS athlete gaming）[83]
- 2018年5月27日 - 「BATTLE ARENA MELBOURNE 10」25位タイ（CYCLOPS athlete gaming）[84]
- 2018年7月9日 - 「Manga Con 2018（3on3）」優勝[10][45]
- 2018年8月7日 - 「EVO 2018」49位タイ（CYCLOPS athlete gaming）[85]
- 2018年10月1日 - 「TEKKEN World Tour Online 2018（Asia-Pacific East）」準優勝（CYCLOPS athlete gaming）[86]
- 2019年5月13日 - 「ROXnROLL Korea」25位タイ（CYCLOPS athlete gaming）[87]
- 2019年5月27日 - 「Combo Breaker 2019」65位タイ（CYCLOPS athlete gaming）[88]
- 2019年8月5日 - 「EVO 2019」65位タイ（CYCLOPS athlete gaming）[89]
- 2019年12月9日 - 「TEKKEN World Tour Finals 2019 最終予選」49位タイ（CYCLOPS athlete gaming）[90]

### 鉄拳7 エキシビション
- 2019年3月20日 - 「WESG 2018-2019 Grand Final 鉄拳7 エキシビショントーナメント女子部門」優勝（CYCLOPS athlete gaming）[10][19]

## 著書
- 『社会的弱者との生配信ルポ』星天出版、2024年11月15日発売、ISBN 9784910903071[73][74]。

## 出演
（ドラマ）
- ショートドラマ「鬱デブ男to毒舌女」- 2024年10月9日以降に星天出版がTikTok、YouTube、Instagramで公開[74]。たぬかなの自著『社会的弱者との生配信ルポ』が原作で、ラランドのニシダと主演[73][74]。秋カヲリがプロデューサー・脚本・監督を務めた[74]。

（ラジオ）
- たぬかなエフエム（2023年7月26日 - 、AuDee）[91][92]